# 大友伸
大友 伸（、1919年〈大正8年〉4月13日 - 1988年〈昭和63年〉11月16日）は、日本の俳優、映画プロデューサーである。東宝で活躍した名脇役であり、社長シリーズの常連として知られる。

## 来歴・人物
1919年（大正8年）4月13日、秋田県に生まれる。
戦前から数本の作品に出演していたが、1949年（昭和22年）、大伸プロダクションを創立。出演のほか、1952年（昭和27年）に公開された伊藤和夫・真弓典正監督映画『天城の決闘』では映画スタッフとして製作を担当した。
1954年（昭和29年）、東宝の専属俳優となり、以後、東宝特撮や社長シリーズを中心に多くの作品に出演。前者では悪役を多く演じた。しかし1970年以降の出演が見当たらず、以降の消息は不明である。

## 出演作品

### 映画
- 元禄快挙余譚 土屋主税 - 浅野浪士
  - 元禄快挙余譚 土屋主税 落花の巻（1937年）
  - 元禄快挙余譚 土屋主税 雪解篇（1937年）
- 君を夢みて（1951年）
- 天城の決闘（1952年） - 黒木幸夫[注釈 1]
- 次郎長三国志 第一部 次郎長売出す（1952年）
- 太平洋の鷲（1953年） - 聯合艦隊副官[5]
- 七人の侍（1954年） - 副頭目
- 透明人間（1954年） - 竜田警部[6]
- ゴジラシリーズ
  - ゴジラの逆襲（1955年） - 囚人A[6][3]
  - キングコング対ゴジラ（1962年） - 大安丸船長[1][3]
  - モスラ対ゴジラ（1964年） - 警察幹部[6]
  - 三大怪獣 地球最大の決戦（1964年） - 安楽椅子の男[1][3]
- 旅路（1955年） - 山久
- 星空の街（1957年） - アルサロの支配人
- 蜘蛛巣城（1957年） - 鷲津の郎党
- 柳生武芸帳（1957年） - 芹川相模
- サラリーマン出世太閤記（1957年） - トラック運転手
- 恐怖の弾痕（1957年） - 李耿山
- 次郎長意外伝 大暴れ次郎長一家（1957年） - 伝吉
- 地球防衛軍（1957年） - 川田巡査[6]
- 昭和刑事物語 俺にまかせろ（1958年） - 香三春
- 変身人間シリーズ
  - 美女と液体人間（1958年） - 浜野[6][2]
  - 電送人間（1960年） - 塚本[6][2]
- 大番 完結篇（1958年） - ゴルフ場役員
- ドジを踏むな（1958年） - 永和公司社長
- 警察官出世パトロール（1958年） - 黒岩徹造
- 隠し砦の三悪人（1958年） - 伝令の騎馬の武士
- 暗黒街の顔役（1959年） - 西脇金融社長
- 手錠をかけろ（1959年） - 滝沢春也
- 或る剣豪の生涯（1959年） - 敵将
- 銀座のお姐ちゃん（1959年） - 中年男
- 戦国群盗伝（1959年） - 清兵衛
- 若い恋人たち（1959年） - 運転手
- 夜を探がせ（1959年） - 朝永正吉
- 日本誕生（1959年） - 大和の兵[7]
- お姐ちゃん罷り通る（1959年） - 張支配人
- 現代サラリーマン読本 恋愛武士道（1960年） - 坂井
- 新・三等重役
  - 新・三等重役 当るも八卦の巻（1960年） - 堀
  - 新・三等重役 亭主教育の巻（1960年） - 堀竜夫
- ハワイ・ミッドウェイ大海空戦 太平洋の嵐（1960年） - 機関参謀[6]
- サラリーマン御意見帖 出世無用（1960年） - 木島
- 八百屋お七 江戸祭り一番娘（1960年） - 大岡越前守
- 男対男（1960年） - 北川
- 花のセールスマン 背広三四郎（1960年） - 下山
- 社長シリーズ
  - サラリーマン忠臣蔵（1960年） - 原課長
  - 続・社長道中記（1961年） - 運転手
  - 続・社長洋行記（1962年） - 香港亭の客
  - 社長漫遊記（1963年） - マリリンの客
  - 社長千一夜（1967年） - 吉田
- 大坂城物語（1961年） - 伊丹屋の番頭
- 青い夜霧の挑戦状（1961年） - 玉城
- 用心棒（1961年） - 馬の雲助
- 若大将シリーズ
  - 大学の若大将（1961年） - 警官
  - 銀座の若大将（1962年） - チーフ・コック
- アッちゃんのベビーギャング（1961年） - 社員
- 野盗風の中を走る（1961年） - 立札の侍
- 椿三十郎（1962年） - 騎馬の侍
- 続新入社員十番勝負 サラリーマン一刀流（1962年） - やくざ
- 重役候補生No.1（1962年） - 権藤
- 青島要塞爆撃命令（1963年） - 艦隊参謀C[6]
- 国際秘密警察シリーズ
  - 国際秘密警察 指令第8号（1963年） - タン
  - 国際秘密警察 虎の牙（1964年） - 産業大臣
  - 国際秘密警察 火薬の樽（1964年） - 浅井善次郎
- 海底軍艦（1963年） - 自衛隊幹部[1]
- 今日もわれ大空にあり（1964年） - 部長
- クレージー映画
  - 無責任遊侠伝（1964年） - ボーイ長
  - ホラ吹き太閤記（1964年） - 林佐渡守
  - 日本一のゴマすり男（1965年） - 長井
  - 大冒険（1965年） - 艦長[8]
  - クレージーの無責任清水港（1966年） - 早立ちの旅人
  - 日本一のゴリガン男（1966年） - 国防隊参謀
  - クレージー大作戦（1966年） - 幹部
  - クレージーのぶちゃむくれ大発見（1969年） - 大貫（クラブ支配人）
- 万事お金（1964年） - 肝甚工業の経理課員
- 暗黒街全滅作戦（1965年） - 寺田
- 太平洋奇跡の作戦 キスカ（1965年） - 五艦隊機関参謀[6]
- 続西の王将・東の大将（1965年） - 寿々子のパトロン
- フランケンシュタイン対地底怪獣（1965年） - 杉山警部[6]
- 香港の白い薔薇（1965年） - 葉文英
- じゃじゃ馬ならし（1966年） - 水野
- 日本のいちばん長い日（1967年） - 吉積正雄中将（陸軍軍務局長）[注釈 2]

### テレビドラマ
- 野郎どもと女探偵 第1話（1956年）
- ウルトラQ 第6話「育てよ! カメ」（1966年） - 警部